# Hotel Sacher

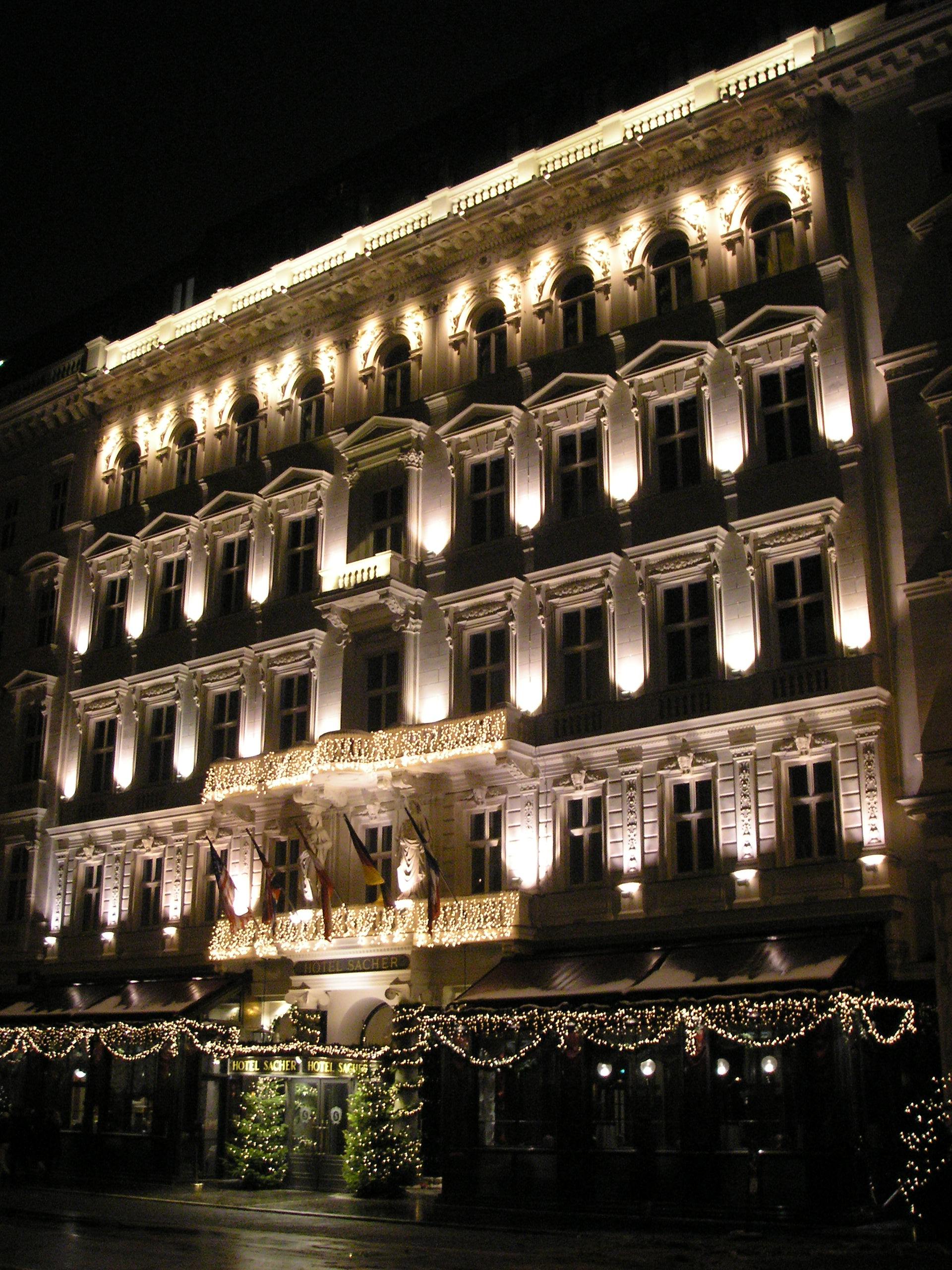
L'hotel Sacher a Vienna.

L'hotel Sacher è uno storico hotel di Vienna, sito sul retro della Wiener Staatsoper.
Creato nel 1876 da Eduard Sacher come maison meublée, venne poi trasformato dopo la sua morte, da sua moglie, in uno degli alberghi più raffinati del mondo frequentato da diplomatici ed aristocrazia. Tra le persone di spicco che hanno soggiornato in questo albergo vi sono: John F. Kennedy, Indira Gandhi, la regina Elisabetta II, Leonard Bernstein e Herbert von Karajan